# 힐스테이트 송도 더스카이
힐스테이트 송도 더스카이(영어: HILLSTATE SONGDO THE SKY)는 대한민국 인천광역시 연수구 송도국제도시 (송도동)에 위치한 고급 초고층 아파트 및 오피스텔 단지다. 아파트 4개동, 오피스텔 1개동, 상업시설, 판매시설으로 구성되어 있다. 2021년에 착공하여 2024년 5월에 완공 후 입주했다. 최고 층수 59층, 최고 높이는 199.45m이다. 2024년 5월에 완공되는 200m 이하의 마천루이다.

## 역사
아파트 및 오피스텔 디자인이 처음에 공개된 건 2019년 희림종합건축사사무소이 설계를 맡았다. 10월 중순부터 사전마케팅이 진행되었다. 송도국제도시 B2 블록에 건설할 계획이 있다. 2020년 1월에는 2월에 분양한다고 한다. 실제로는 3월에 분양이 완료되었다. 3월 13일 견본주택 사이버 오픈하였다. 2021년에 착공하여 2024년 2월을 완공 목표로 하고 있으나 실제로는 2024년 5월 완공을 목표로 하고 있고 완공 후 입주가 시작되었다.

## 구성
| 동 명칭 | 층수 | 높이 |
| ------- | ---- | ---- |
| 101동   | 49층 | 169m |
| 102동   | 51층 | 178m |
| 103동   | 59층 | 199m |
| 104동   | 56층 | 188m |

## 높이
계획 당시 높이는 198.30m이다. 최고 층수는 59층이고 높이는 199m이다. 103동이 다른 동보다 높다. 공사중인 문현금융단지 3단계인 부산광역시 남구에 위치한 BIFC II(49층, 199m)의 높이와 비슷하고 층수가 다르다고 하고 힐스테이트 송도 더스카이의 층수는 59층이므로 103동 한정이다. 2024년 5월에 완공되는 200m 이하의 아파트 단지인 103동이다. 

## 특징
유리 외장재 추가하는데 커튼월룩이 아니라 외벽 전체가 유리 외장재고 커튼월 방식으로 지어진다. 구조 자체는 타워형 아파트, 타워형 오피스텔이다. 아파트와 오피스텔의 디자인이 다르다. 높은 곳에서 인천대교, 송도 워터프론트 등을 크게 조망하는 것이 가능하다. 복층 아파트가 있는데 105동에만 있다. 세대수는 아파트 1,205세대, 오피스텔 320호실이다. 총 1,525세대로 구성될 예정이고 상가 약 8,000평으로 구성될 예정이고 주차대수는 판매시설 295대로 구성될 예정이다.
힐스테이트에는 특별한 3H 라이프스타일 생활이 가능하다. 힐링, 안전, 안심하고 공유, 공감, 친목하고 첨단, 스마트가 가능하다. 시스템은 에너지절감 시스템, 안전 시스템, 청정 시스템, 편의 시스템이 있다.
엘리베이터 운행이 가능하다. 지하에서 지상으로 가는 엘리베이터가 있다. 에스컬레이터 운행이 가능하다. 지하에서 지상으로 가는 에스컬레이터가 있고 지상에서 지상으로 가는 에스컬레이터가 있다.

## 내부 시설

### 101동
| 층수                | 시설       |
| ------------------- | ---------- |
| 31층 ~ 49층         | 아파트     |
| 30층                | -          |
| 4층 ~ 29층          | 아파트     |
| 2층 ~ 3층           | -          |
| 1층                 | 로비       |
| 지하 5층 ~ 지하 1층 | 지하주차장 |

### 102동
| 층수                | 시설                               |
| ------------------- | ---------------------------------- |
| 52층                | 스카이라운지                       |
| 31층 ~ 51층         | 아파트                             |
| 30층                | -                                  |
| 3층 ~ 29층          | 아파트                             |
| 2층                 | 골프장, 헬스장, 사우나 등 체육시설 |
| 1층                 | 로비                               |
| 지하 5층 ~ 지하 1층 | 지하주차장                         |

### 103동
| 층수                | 시설         |
| ------------------- | ------------ |
| 31층 ~ 59층         | 아파트       |
| 30층                | -            |
| 4층 ~ 29층          | 아파트       |
| 2층 ~ 3층           | 게스트하우스 |
| 1층                 | 로비         |
| 지하 5층 ~ 지하 1층 | 지하주차장   |

### 104동
| 층수                | 시설       |
| ------------------- | ---------- |
| 31층 ~ 56층         | 아파트     |
| 30층                | -          |
| 3층 ~ 29층          | 아파트     |
| 2층                 | 도서관     |
| 1층                 | 로비       |
| 지하 5층 ~ 지하 1층 | 지하주차장 |

### 105동
| 층수                | 시설       |
| ------------------- | ---------- |
| 3층, 5층, 7층, 9층  | 아파트     |
| 1층                 | 로비       |
| 지하 5층 ~ 지하 1층 | 지하주차장 |

### 201동
| 층수                | 시설         |
| ------------------- | ------------ |
| 31층 ~ 50층         | 오피스텔     |
| 30층                | 피난안전구역 |
| 4층 ~ 29층          | 오피스텔     |
| 3층                 | 피트니스센터 |
| 2층                 | 클럽하우스   |
| 1층                 | 로비         |
| 지하 5층 ~ 지하 1층 | 지하주차장   |

## 같이 보기
- 대한민국의 마천루 목록
- 인천광역시의 마천루 목록